# قاي هارفي
قاي هارفي (بالإنجليزية: Guy Harvey)‏ هو رسام جامايكي، ولد في 16 سبتمبر 1955م في باد ليبشبرينغه في ألمانيا.